# ノートンファイター
ノートン・ファイター (Norton Fighter) は、シマンテックのノートン インターネットセキュリティの促販活動、およびコンピュータウイルス等に対する警戒の啓発活動を行うイメージキャラクターである。特撮ヒーロー風のノートン・ファイターが、悪役であるインターネット世界上のモンスター（ウイルスやスパイウェア）を退治するという形の寸劇などでプロモーションを行う。

## キャンペーン
シマンテックにより公式サイトとブログが用意されており、プロフィールも設定されている。敵キャラクターのコスチュームや（製品そのものではなく）ノートン・ファイターのポスター、パンフレットも製作されるなど、力の入ったキャンペーンとなっている。
2008年3月6日にノートン・ファイター Ver 2.0を発表。従来のものより、より速く、より軽く、一段と強くなった。また、ノートン・ファイターにはイメージソング「防衛戦士！ノートン・ファイター」という楽曲があり、この歌を影山ヒロノブが歌っている。
2008年6月25日には新宿、2008年10月9日-12日には幕張メッセに巨大ノートン・ファイターが登場した。巨大ノートン・ファイターはネットワーク犯罪組織「X組」の活動を監視するためにN.O.C.が設置したもの。
2009年3月6日には、ライディングフォームとバイクが発表された。映像はYouTubeにて公開されている。

## ノートン・ファイター プロフィール

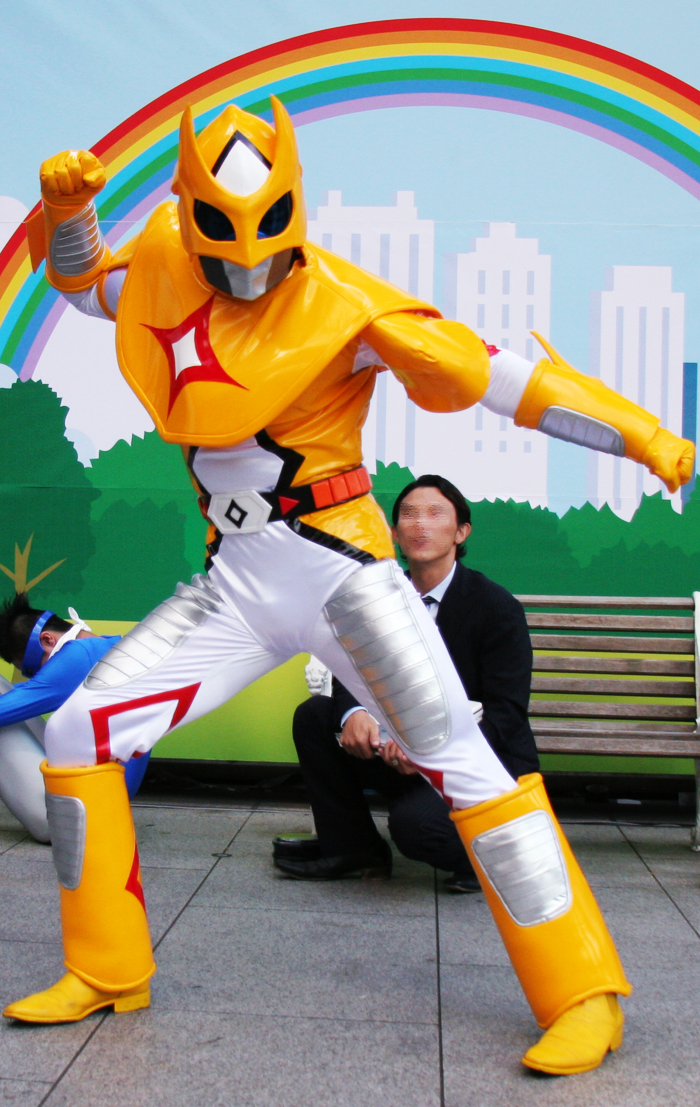
防衛戦士ノートン・ファイター

ノートン・ファイターは地球とパソコンの平和を守る防衛戦士として、ネットに接続されたパソコンへの攻撃に全方位的に対抗する力を持った、シマンテックのヒーローである。2007年9月21日N.O.C.（ノートン オペレーション センター）で、北嶋博士の手により誕生した。インターネット世界に住む戦士としてネットワークを介して世界中のあらゆる場所へ移動し、敵を撃退する。そのサイズは1.7ナノメートル - 1.7メートルで、軽量の小兵でありながら、強く俊敏な動作が特徴である。その戦闘能力は日々進化を続け、敵を倒すほど強くなるという特徴がある。また、胸のレッドマークが象徴するように、4つの必殺技を持つ。
- 『ノートンパンチ』
- 『ノートン旋風脚』
- 『360度アタック』

ノートン・ファイター自身は主にインターネットの中で活動しており、外の世界（通常の世界）で事件が起こっている時は、サエコ（北嶋博士の次女）の持っている緊急用ボタンの合図でインターネットを通じて瞬時に事件現場に現れることができる。
| 身長         | 1.7ナノメートル - 1.7メートル                                        |
| 体重         | 100ナノキロ - 100キログラム（人間モード時）                          |
| 誕生         | 1982年9月21日                                                        |
| 開発者       | 北嶋博士                                                             |
| 出現場所     | 世界中のパソコンのある場所                                           |
| 最高速度     | 光速                                                                 |
| バトルモード | ナノモード、パケットモード、人間モード、巨人モード（現在開発中）     |
| 必殺技       | ノートンパンチ、ノートン旋風脚、360度アタック                        |
| 特殊機能     | 通信機能（N.O.C.本部にワイヤレス通信）、飛行機能（ナノモード時のみ） |
| 助けた人数   | 2億5千万人                                                           |
| 決めゼリフ   | 「ネットの彼方で、ねんねしな！」                                     |

## ノートン・ファイター V2 プロフィール
ノートン・ファイターはインターネットセキュリティ脅威に対してより強く戦うため、日々アップグレードされている。
| プロテクター   | より強く、そしてしなやかに                         |
| グローブ       | 格段にあがったブロック力                           |
| ベルト         | 数多くのユーティリティーを所持                     |
| ブーツ         | スピードと強さがアップ                             |
| ノートン・アイ | 敵によって色が変わり、瞬時に敵を見破ることができる |

## ノートン・ファイター ライディングフォーム
ノートン・ファイターがノートン・ファイター・バイクに乗るために変身する形態。
バイクと一体化し、最高のパフォーマンスを得るための装備。

## N.O.C.の車両

### ノートン・ファイター・バイク
ネットワークから切断された場所にも迅速に移動出来るようにノートン・ファイターに与えられたオートバイ。N.O.C.の最高責任者である北島博士が友人でレーシングライダーの丸山浩にノートン・ファイターのパフォーマンスに耐えうるようにセットアップを依頼した。
ベース車両はホンダ・CBR1000RRの2008年型。ホンダのオートバイには殆ど例がない黄系の色が使用されている。名前にノートンと有るがノートン製のオートバイではない。

### N.O.C.ビークル360
N.O.C.ビークル360は北嶋博士の元愛車（ホンダ・N360）である。博士は新車で購入し、15年間日常の足として利用していた。その後、ノートンのセキュア オンライン ストレージにアーカイブ（保管）したが、つい最近までその存在を忘れていた。N.O.C.隊員であるマモルが、ノートン セーフ ウェブの広報車を申請してきたことで思い出し、復元を決意した。マモルは復元後、チューンナップを施し最後にカラーを広報車として目立つようにN.O.C.仕様に仕上げた。

## ノートン・ファイター に出てくるキャラクター

### 北嶋博士
ノートン・ファイターを作った天才科学者。N.O.C（ノートン・オペレーション・センター）の最高責任者でありながら、ジュンコとサエコの父親でもある。

### ジュンコ
N.O.Cのインターン。年齢22歳で北嶋博士の長女。北嶋博士ゆずりで頭が良い。
最近、正式に広報官に就任した。

### サエコ
北嶋博士の次女。可憐で正義感に溢れる少女。普段はメイド喫茶でアルバイトをしている。ノートン・ファイターをいつでも呼び出せるように胸に緊急用ボタンを隠し持っている。

### ヒデリンコ
大学でファイアウォールの講義をするほどの天才少年。いつもサエコと共に行動している。男の子なのに赤いランドセルを背負っている。

### マモル
N.O.Cの警備主任。多くの格闘技をマスターするほどの強者。北嶋博士の長女ジュンコに思いを寄せている。

### ゲルマン博士
北嶋博士の右腕として活躍している、ウイルス研究者。
ノートン セーフ ウェブの特命担当も兼務している。

### 速見姉弟
N.O.Cで毎日ウイルスなどの脅威が活動していないか監視している双生児。

## ノートン・ファイター に出てくる悪役

### ウイルス戦闘員

ウイルス戦闘員

大なり小なりのグループでインターネット空間を駆け回ることにほとんどの時間を費やしている厄介な敵。
世界中でPCユーザーに大損害をもたらし困らせている。
ウィルス戦闘員は、インターネットにおけるより大きく危険な悪の手下。
あまり頭が良いとはいえないが、人数は数えきれない程多い。
ノートン・ファイターが倒せば倒す程多くの戦闘員が現れるように見える。
黒いスーツに隠れる素顔は誰も知らない。
悪意あるパケットが元になっているという説もある。

### Miss X
謎の女性悪人。新宿界隈にアジトを持つ悪の秘密組織『X組』の一員。
ウイルスやモンスター達を手なずけて現実社会やインターネット世界で悪さをしている。見た目はセクシーでとても魅力的な女性だが、とても嫌なやつだ。
最近は、ノートン・ファイターの活躍により鳴りを潜めているが、何時アウトブレークするかわからないので、注意が必要だ。

## ノートン・ファイター に出てくる悪役モンスターウイルス

### フィッシンガー
モチーフはフィッシング。
フィッシンガーは人々の個人情報を盗む。
短期間ではあるが被害者に変装して預金をそっくり下ろしたり、悪戯をする。またある時は銀行員に成り済まし、偽物の仮説事務所まで作ってしまう。話し上手で変装名人だが、生臭いので最後には正体が明かされてしまう。

### ボットラス
ボットラスは、頭の中にあるセントラル・ボットネットによって結合された沢山の小さなボット集合体。
パソコンや人々を操り、無分別に大量のスパムメールを送信させたり、悪のロボットダンスを一緒に踊らせるなど奴隷化する。
小さなボットを額に取り付けることによって人間をコントロール。頻繁にウィルス戦闘員達を同行させ、蛮行を働く。
現在ノートン・ファイターによりN.O.C.に隔離され研究されている。
しかし、2008年6月25日の新宿にボットラスv2が登場しているので、亜種、変種の脅威は去っていない。

### ゲルウイルス
この愚かでたわいないウィルスは、N.O.C.のチーフウィルス研究者、ドクター・ゲルマンによって最初に発見された。
自分はコメディアンで面白い人だと信じて疑わず、悪ふざけが好き。
彼の体はぬるぬるとしてつかみにくく、あらゆる隙間へ忍び込む。
いささか臆病者なので、追いつめられるとインターネット空間の奥深くへコソコソと逃げ去っていく。

### モクバクバ
モチーフはトロイの木馬。
トロイの木馬は非常にずる賢い悪人だ。
バイクメッセンジャーや配達人に成り済まし、怪しい小包を町中に置いていく。
小包が開封されるとミニバクバと呼ばれる小さな分身が飛び出し、障子に穴を開けたり、電気コードを切断したり、勝手に国際電話をかけるなど荒し回る。

### ワームン
モチーフはワーム。
ワームンは全人類と世界を心の底から憎んでいる。
迷惑行為や器物損壊を働くことに大きな喜びを感じ、大混乱を招くことが多い。
酷く不快な葉巻を吸い、小さな人間が入ったボトルでテキーラを飲む。
ワームンは興奮すると自己分裂するので、最悪の場合彼から逃げられなくなってしまう。
ワームンを1匹見たら100匹は居ると思え！！

### スパイゾイド三兄弟
モチーフはスパイウェア。

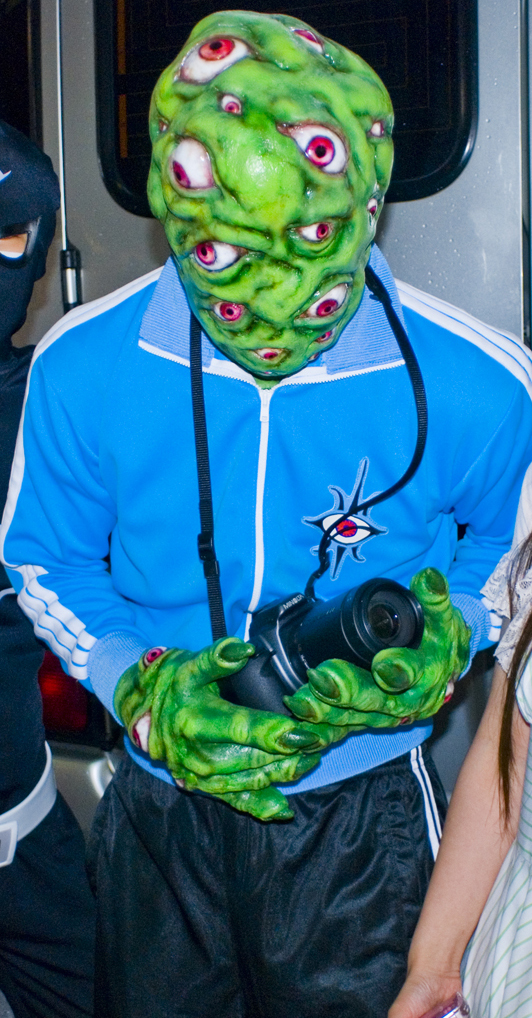
スパイゾイド

スパイゾイド三兄弟は、他人のプライバシーを覗くのが趣味の卑劣で陰湿な奴らだ！個人情報や写真などを盗んでは闇ルートで売りさばいている。3人それぞれ違う“覗きテクニック”で狙った獲物を執拗に追い回し、骨までしゃぶるように知り尽くす気持ちの悪い奴らだ！！